# Hay Al-Wadi SC
El Hay Al-Wadi SC es un equipo de fútbol de Sudán que juega en la Primera División de Sudán, la primera categoría nacional.

## Historia
Fue fundado en el año 1977 en la ciudad de Nyala de la región de Darfur, obteniendo el título regional en 2016 y por primera vez el ascenso a la Primera División de Sudán.
En la temporada 2020/21 el club termina en tercer lugar de la liga, obteniendo la clasificación a la Copa Confederación de la CAF 2021-22, siendo eliminado en la primera ronda por el Al Ahli Tripoli de Libia.

## Palmarés
- Liga de Darfur: 1

2016

## Participación en competiciones de la CAF
| Temporada | Torneo                       | Ronda | Club            | Casa | Visita | Global |
| --------- | ---------------------------- | ----- | --------------- | ---- | ------ | ------ |
| 2021/22   | Copa Confederación de la CAF | 1     | Al Ahli Tripoli | 1    | 0-4    | 0-4    |

1- La serie se jugó a partido único por problemas con la sede de Sudán.